# Manuel Arizcun Moreno
Manuel Arizcun Moreno (Madrid, 22 de abril de 1892 - Santander, 13 de noviembre de 1936) fue un mártir de la persecución religiosa en España. Está en proceso de canonización.

## Biografía

### Raíces familiares, matrimonio y desempeño profesional
Manuel fue el quinto de los hijos de una familia de profundas convicciones religiosas, oriunda del Valle de Baztán (Navarra). Con once años comenzó a estudiar en el instituto Cardenal Cisneros de Madrid y, a los dieciocho, ingresó en la Academia de Infantería de Toledo. El 22 de julio de 1918, contrajo matrimonio en Erratzu con la también baztanesa Pilar Zozaya Iturralde. De su matrimonio nacieron nueve hijos.
A finales de 1928 se establecieron de modo definitivo en Pamplona, en el número 7 de la Plaza del Castillo. Nada más llegar a la capital navarra, comenzó a colaborar como feligrés en la parroquia de San Agustín y se hizo Hermano de la Pasión del Señor.
Movido por su honda creencia religiosa, el 3 de julio de 1931 se apartó voluntariamente de su carrera militar —era ya comandante de Estado Mayor—  acogiéndose a la ley Azaña, al poco tiempo de proclamarse la Segunda República. Desde entonces y hasta su martirio, se dedicó plenamente a su familia y a una intensa labor apostólica.
Manuel era hombre de oración. Todas las mañanas asistía a misa y recibía la eucaristía. Cultivó su inteligencia cristiana con un estudio profundo de las encíclicas de los papas. Esposo delicado, vivió una profunda vida familiar, impregnada de un firme sentido cristiano.

### Presidente diocesano de la Acción Católica en Navarra
El 3 de enero de 1932 ingresó como vocal en la Asociación Católica de Padres de Familia de Navarra, de la que fue nombrado vicepresidente en marzo de ese año.
Eran momentos difíciles porque se estaba instaurando un régimen de enseñanza que no garantizaba a los católicos la educación cristiana de sus hijos. Se suprimió la asignatura de Religión en la enseñanza pública y se les prohibió a los religiosos el ejercicio de la docencia: sus centros académicos debían ser sustituidos por escuelas públicas de nueva creación. Este modelo educativo laico fue contestado por la Asociación Católica de Padres de Familia.
Durante su vicepresidencia, la asociación organizó cinco actos públicos en Pamplona y treinta y siete en pueblos (Manuel intervino en trece), el número de asociados aumentó de 360 a 5068, se nombraron juntas locales y delegados en 382 pueblos y se evitó la sustitución de veinticuatro colegios de religiosos.
Como Manuel había desempeñado con eficacia sus responsabilidades, a primeros de mayo de 1934, don Tomás Muñiz, obispo de Pamplona, lo nombró presidente de la junta diocesana de la Acción Católica de Navarra.
Desde entonces, Manuel desplegó una extraordinaria actividad. La rama de hombres continuó sus trabajos en la defensa de la libertad de enseñanza, la rama de mujeres se estableció en cincuenta y ocho pueblos, la juventud femenina en sesenta y uno y la juventud masculina en otras tantas localidades rurales. Asimismo, se organizaron dieciséis jornadas sacerdotales, a las que asistieron más de mil sacerdotes.
Destacan dos actos multitudinarios. El 26 de mayo de 1935, tres mil jóvenes se reunieron en Azagra en la fiesta de las juventudes masculinas de Acción Católica. Y el 24 de noviembre de ese mismo año, cuatro mil jóvenes se concentraron en Estella con el nuevo obispo de la diócesis, don Marcelino Olaechea. Manuel intervino en los dos actos de propaganda y formación.

### Detención y muerte: 13 de noviembre de 1936
Cuando estalló la Guerra Civil, Manuel se encontraba de vacaciones, con toda su familia, en Suances (Cantabria). Desde el primer momento fue consciente del peligro que corría, porque su militancia católica era conocida en aquellas tierras por la actividad y contacto que tenía con la Acción Católica cántabra. Podría haber regresado él solo a Pamplona por los montes, pero no quiso dejar sola a su esposa con los nueve hijos, el más pequeño con menos de un año, en aquel complicado entorno.
La madrugada del 2 de agosto, una patrulla de la FAI (Federación Anarquista Ibérica) irrumpió en el domicilio de Manuel y le sometió a un largo interrogatorio, en el que pudo afirmar su condición de católico. Con posterioridad, y en más de una ocasión, los del Frente Popular, que estaban al corriente de todos sus pasos y vigilaban todas sus actividades, realizaron registros en su domicilio; buscaban, sin duda, algún motivo para detenerlo.
Por segunda vez, a finales del mes de agosto, los responsables del Frente Popular le fueron a proponer que se acogiera a la ley dictada por el Gobierno, según la cual podía seguir percibiendo sus haberes de retiro si firmaba su adhesión al Gobierno, y Manuel rechazó la oferta.
Desde entonces ya no salió de la finca. Durante este tiempo, de "arresto domiciliario", lo sostenía el consuelo de poder recibir la sagrada comunión. Para ello enviaba a sus dos hijos mayores al encuentro del sacerdote don Valentín Palencia, quien les entregaba las formas consagradas, que Manuel compartía con su familia.
Por fin, el 10 de noviembre, a las cuatro de la tarde, el presidente del Frente Popular de Suances, acompañado de policías de Santander, procedió a detenerle. En estos momentos, Manuel confesó su fe y sus trabajos en la Acción Católica, protestó con energía sobre que esta institución fuera una fuerza política, como le repetían los milicianos, y en este fuerte diálogo les dijo: «Yo soy católico, y eso no me lo podéis arrancar ni con las pistolas».
Detenido, le llevaron a la checa de la calle Sol, donde le propusieron la inmediata libertad a cambio de una adhesión al Gobierno, proposición que Manuel rechazó por completo afirmando ante los que le interrogaban sus sentimientos de católico practicante. Por esta negativa y a la vez por su consecuente afirmación, el 13 de noviembre, a las dos y media de la madrugada, lo sacaron de la prisión, y, maniatado, lo arrojaron vivo al mar en la salida de la bahía de Santander, por la zona entre el faro de Cabo Mayor y la isla de Mouro.
El cuerpo de Manuel fue encontrado el 1 de diciembre, en la playa de Arenillas, por los vecinos del pueblo de Galizano, ayuntamiento de Ribamontán al Mar (Cantabria). Las autoridades locales no pudieron identificarlo y lo enterraron en el cementerio, donde permaneció casi tres años.

### Fama de martirio
A finales de septiembre de 1937, algunos familiares se desplazaron a Cantabria para recabar alguna noticia sobre él. Sin embargo, la búsqueda resultó infructuosa y, teniendo en cuenta todas las circunstancias, se juzgó que había sido asesinado.
Los días 2 y 18 de octubre se celebraron funerales en las parroquias de San Agustín y de Erratzu. El 1 de noviembre don Marcelino Olaechea publicó una pastoral «En homenaje a Manuel Arizcun», en la que decía: «Del número de esos mártires “en el alto y verdadero sentido de la palabra”, es don Manuel un ejemplar tan claro que esperamos que el Señor nos lo diga un día, por la voz infalible de su Iglesia». Pocos días después, el 21 de noviembre, se celebró un solemne funeral, presidido por el obispo, en la Catedral de Pamplona.
Ya terminada la guerra, en septiembre de 1939, apareció en Madrid una ficha médica que dibujaba con exactitud la silueta de Manuel. La familia se desplazó al cementerio de Galizano para presenciar la exhumación de sus restos, que dio por resultado su identificación física. Y después de completar todos los trámites legales, lo trasladaron a Pamplona.
El 12 de noviembre de 1939, Manuel fue inhumado definitivamente en la nave central de la parroquia de San Agustín. Aquel día, don Marcelino Olaechea dijo de él: «Yo os recomiendo, y en vosotros a toda la diócesis, que en vuestras tribulaciones y necesidades pidáis a Dios por mediación de Manuel Arizcun, porque, si nos cabe el consuelo de que sus gloriosos restos reposen aquí, en este lugar, entre nosotros, no ha de tardar mucho tiempo en que querrá Dios que del suelo de la Iglesia suba hasta los altares. Lo digo con la responsabilidad de mi cargo y con el pleno convencimiento mío».
Con ocasión del segundo aniversario de su muerte, don Marcelino Olaechea impuso la insignia de Acción Católica, manifestación pública de su incorporación, a un grupo de jóvenes que constituyó la I Promoción Arizcun, una costumbre que continuó don Enrique Delgado, nuevo obispo de Pamplona, hasta el año 1951. En total, fueron catorce las promociones que «recibieron las insignias tocadas del recuerdo de un confesor intrépido de Cristo, ¡las semillas de cristianos de la sangre de un mártir!», como subrayó don Marcelino Olaechea.
El sentir popular, reflejado en los numerosos actos y artículos referidos a su persona, desde entonces y hasta nuestros días, confirma, sin excepción alguna, su fama de martirio, es decir, que fue asesinado en odio a su fe.
El 28 de julio de 2018, Manuel Sánchez Monge, obispo de Santander, presidió la clausura del proceso diocesano de canonización de ochenta mártires de la persecución religiosa que tuvo lugar, entre el 2 de agosto de 1936 y el 22 de agosto de 1937, en la diócesis de Santander. Entre ellos se encuentra Manuel Arizcun.